# Уэлш, Ребекка
Ребекка Уэлш (англ. Rebecca Welch; род. 1 декабря 1983, Вашингтон, Тайн-энд-Уир) — английская футбольная судья. Первая в истории женщина, судившая матчи Английской футбольной лиги (2021 год) и Премьер-Лиги (декабрь 2023).

## Биография
До начала судейской карьеры работала в Управлении бизнес-услуг при Национальной службе здравоохранения Великобритании, профессиональной судьёй стала в 2019 году. Футболом она увлекалась с юности и даже работала судьёй в Футбольной ассоциации графства Дарем. Первые два матча, которые она судила, были играми женских студенческих команд, а позже она отработала на матче воскресной лиги, который, по её мнению, находился на совершенно другом уровне футбола по сравнению со студенческими матчами.
В течение своей судейской карьеры Уэлш судила матчи Женской Суперлиги, а также финалы женских Кубков Англии 2017 и 2020 годов. Также она судила Суперкубок 2020 года. В сезоне 2018/2019 она судила несколько матчей Национальной лиги Англии. В декабре 2020 года она была включена в список элитных арбитров УЕФА, получив право судить матчи сборных.
30 марта 2021 года Уэлш была назначена на матч клубов «Харрогит Таун» и «Порт Вейл» из Футбольной лиги Англии. Уэлш стала первой женщиной-судьёй матча Футбольной лиги Англии, но не первой в истории английского футбола женщиной-арбитром — первой в феврале 2010 года стала Эми Ферн, вышедшая на замену на последние 20 минут матча между «Ковентри Сити» и «Ноттингем Форест» в связи с травмой арбитра.
29 декабря 2021 года было объявлено о назначении Уэлш главным арбитром матча 3-го раунда Кубка Англии — матча «Бирмингем Сити» и «Плимут Аргайл», прошедшего 8 января 2022 года.
9 января 2023 года Уэлш была включена в список судей женского чемпионата мира в Австралии и Новой Зеландии.
В ноябре 2023 года на матче между «Бирмингем Сити» и «Шеффилд Уэнсдей» в адрес Уэлш прозвучала серия оскорбительных кричалок: полицией были задержаны двое 17-летних болельщиков, участвовавших в этой акции. В том же месяце она была назначена резервным арбитром матча АПЛ между «Фулхэмом» и «Манчестер Юнайтед».
23 декабря 2023 года Уэлш стала первой женщиной — главным арбитром матча мужской Премьер-Лиги. Ей доверили судить игру клубов «Фулхэм» и «Бернли». После матча её поздравил с дебютом тренер «Бернли» Венсан Компани: несмотря на звучавшие иногда с трибун похабные кричалки, в целом матч прошёл спокойно.